# Nemzeti bajnokság I 1926/1927
Dvacátý čtvrtý ročník Nemzeti bajnokság I (1. maďarské fotbalové ligy) se konal již nově s deseti kluby.
Soutěž ovládl již podesáté ve své klubové historii a obhájce minulé sezony Ferencvárosi TC, která vyhrála o sedm bodů. Nejlepším střelcem se stal László Horváth (14 branek), který hrál za III. Keruleti TVE.